# Eslabón Armado
Eslabón Armado è un gruppo musicale statunitense formatosi nel 2017. È attualmente costituito dai musicisti Pedro Tovar, Brian Tovar, Damian Pacheco e Ulises González.

## Storia del gruppo
Tu veneno mortal (2020), primo album in studio, è stato certificato platino latino dalla Recording Industry Association of America. Al disco ha fatto seguito Vibras de noche (2020), primo ingresso del gruppo nella top 20 della Billboard 200 e anch'esso disco di platino.
Corta venas (2020), classificatosi 56º nella classifica nazionale, ha ricevuto la certificazione di ottuplo platino latino dalla RIAA. Tu veneno mortal, vol. 2 (2021), invece, è triplo platino latino e si è fermato alla 132ª posizione della graduatoria statunitense.
Nostalgia, uscito nel maggio 2022, è stato il loro primo LP a entrare la top ten della Billboard 200. Ella baila sola, in collaborazione con Peso Pluma, ha raggiunto la cima della classifica mondiale di Billboard, nonché la cima della Mexico Songs e la 4ª posizione della Billboard Hot 100. Il brano, che ha collezionato ventuno dischi di platino latini negli Stati Uniti d'America, ha anticipato Desvelado, sesto progetto in studio reso disponibile per il consumo nell'aprile 2023, disco con cui riescono a esordire al 6º posto della classifica LP statunitense.

## Formazione
Attuale
- Pedro Tovar
- Brian Tovar
- Damian Pacheco
- Ulises González

Ex componenti
- Gabriel Hidalgo

## Discografia

### Album in studio
- 2020 – Tu veneno mortal
- 2020 – Vibras de noche
- 2020 – Corta venas
- 2021 – Tu veneno mortal, vol. 2
- 2022 – Nostalgia
- 2023 – Desvelado

### EP
- 2019 – Navegando y flotando

### Singoli
- 2020 – Con tus besos (con T3r Elemento)
- 2020 – La trokita
- 2021 – Te encontré (con Ulices Chaidez)
- 2021 – Lamento boliviano
- 2021 – Entre la lumbre
- 2022 – Mía un año (con Juan Gabriel)
- 2022 – Una mentirosa (con Óscar Maydon)
- 2023 – Ella baila sola (con Peso Pluma)
- 2023 – La fresa (feat. Gabito Ballesteros)
- 2024 – Amarte a la antigua
- 2024 – Te xtraño (con Erre)